# Don't Tell the Wife (film 1927)
Don't Tell the Wife è un film muto del 1927 diretto da Paul L. Stein, adattamento cinematografico della commedia francese del 1880 Divorçons di Victorien Sardou ed Émile de Najac. Prodotto e distribuito dalla Warner Bros., il film fu interpretato da Irene Rich, Huntley Gordon, Lilyan Tashman, Otis Harlan, William Demarest, Margaret Gray.

## Trama
Dopo sette anni di vita coniugale, Jacques Cartier si lascia coinvolgere in una storia con Suzanne. Sua moglie sospetta che tutti i suoi numerosi appuntamenti per lavoro siano invece dovuti a qualcos'altro. Così si fa accompagnare a un ballo, dove è sicura di trovare il marito, da Ray, il fidanzato di Suzanne. Cartier, venuto a sapere della presenza della moglie, torna a casa furibondo e chiede il divorzio. Ray, infatuato della signora Cartier, accetta di sposarla.
Un magistrato, amico di Cartier, mette in scena un falso divorzio e poi sposa per finta le due nuovo coppie che partono in viaggio di nozze. Rintracciati i falsi sposi, il magistrato mette le cose a posto sposando Ray a Suzanne, mentre i Cartier si riconciliano.

## Produzione
Il film fu prodotto dalla Warner Bros.

## Distribuzione
Il copyright del film, richiesto dalla Warner Bros. Pictures, Inc., fu registrato il 27 gennaio 1927 con il numero LP23618. Distribuito dalla Warner, il film uscì nelle sale cinematografiche statunitensi il 22 gennaio 1927.
Non si conoscono copie ancora esistenti della pellicola che viene considerata presumibilmente perduta.